# 馬勒納山
71°51′S 68°20′W / 71.850°S 68.333°W
馬勒納山（英語：Mariner Hill）是南極洲的山丘，位於亞歷山大一世島東南部，處於西爾蒂斯山和兩步崖之間，海拔高度約500米，現時由南極條約體系管理。